# 191 a.C.

## Eventos
- Mânio Acílio Glabrião e Públio Cornélio Cipião Násica, cônsules romanos.[1][2]
- Segundo ano da Guerra romano-síria entre a República Romana e o Império Selêucida de Antíoco III, o Grande:
  - Vitoriosa campanha de Mânio Acílio Glabrião pela Tessália culmina na vitória romana na Batalha de Termópilas.